# The Swingle Singers
The Swingle Singers és un grup vocal format a París el 1962 per Ward Swingle, Anne Germain, Jeanette Baucomont i Jean Cussac. Christiane Legrand, la germana del compositor Michel Legrand va ser la primera soprano del grup qui comprenia 8 membres: dues sopranos, dues altos, dos tenors i dos baixos. Els altres membres eren Jean-Claude Briodin, Claudine Meunier, i Claude Germain.

## Història
El grup vocal dirigit per Ward Swingle (qui va deixar els Double Six) es va decantar per participar en acompanyaments vocals.
Han cantat amb Etienne Daho a «Timide intimité» (de l'àlbum Eden el 1986) i amb Style Council a l'obra «The Story of Someone's Shoe» (de l'àlbum Confessions of a Pop Group de 1988). El líder de Style Council, Paul Weller, ha declarat que aquesta obra està inspirada de l'àlbum que The Swingle Singers havien enregistrat el 1967 amb el Modern Jazz Quartet: Place Vendome.

## Actualment
El grup es va establir a Londres. El grup, gràcies als baixos, aconsegueixen produir sons com els d'una bateria o d'un contrabaix. Amb una gran tècnica, inclouen un repertori que va dels Beatles a la música clàssica (Txaikovski, Beethoven), i passant per l'òpera (Rossini). Els arranjaments són sovint pròxims al jazz o el swing. Estan també influenciats per Nat King Cole.
Han enregistrat «Air on the G String», una transposició de Bach amb el Modern Jazz Quartet. Luciano Berio ha escrit per ells una simfonia post-moderna, la Simfonia per vuit veus i orquestra. També han enregistrat «Ci-Git Satie» i «Visions and Spels» de Ben Johnston. El 2005, el seu enregistrament del Preludi en fa major d'El clavecí ben temprat de Bach ha estat integrat dins el disc They de Jem Griffith; aquesta obra també és l'inici de la banda sonora de la pel·lícula de 2006 Les Gigolos. El 2006, The Swingle Singers han enregistrat la «Fuga en sol menor (BWV 578)» de Bach, que podria entrar a la pel·lícula Thank You for Smoking. El film coreà Han Gong-ju (2013) incorpora un fragment de la seua interpretació de la peça «Ciao, bella, ciao».
El grup està compost actualment per:
- Joanna Goldsmith (soprano)
- Julie Kench (soprano)
- Kineret Maor (alto)
- Johanna Marshall (alto)
- Richard Eteson (tenor)
- Tom Bullard (tenor)
- Jeremy Sadler (baix)
- Tobias Hug (baix)

## Guardons
Premis
- 1964: Grammy al millor nou artista